# Ото I (Лотарингия)
Вижте пояснителната страница за други личности с името Ото I.
Ото I Верденски (на френски: Otton de Verdun; на немски: Otto von Verdun, † пролетта 944) е граф на Вердюн (923 – 944) и херцог на Лотарингия (940 – 944).

## Биография
Той е син на граф Рихвин († 15 ноември 923, убит) от Вердюн и първата му съпруга, дъщеря на един граф Ингелрам, вероятно от род Лиудолфинги. След смъртта на майка му баща му се жени през 916/919 г. за Кунигунда от род Регинариди, по майчина линия внучка на крал Лудвиг Заекващия (Каролинги), и вдовица на пфалцграфа на Лотарингия Вигерих († 919).
През 936 – 973 г. Ото I Велики като крал на Източното франкско кралство е главен владетел на Лотарингия. През 940 г. Ото I Велики поставя роднината му Ото Верденски за префект (praeficiensque regioni Lothariorum), херцог на Лотарингия, след като кралският брат Хайнрих I там е свален. Той е окупун на малолетния наследствен херцог Хайнрих († пр. 944), син на бившия херцог Гизелберт († 939).
През пролетта на 944 г. Ото умира. На неговото място Ото I Велики поставя за херцог Конрад I Червения от Салическата династия. Като граф на Вердюн го наследява Рудолф.